# Militärputsch in der Türkei 1980
Der Militärputsch in der Türkei 1980 war der dritte Militärputsch in der türkischen Geschichte. Er wurde am 12. September 1980 unter Leitung des Generalstabschefs Kenan Evren durchgeführt. Infolge des Staatsstreiches kam es zu zahlreichen Menschenrechtsverletzungen. Das von den Putschisten verhängte Kriegsrecht wurde erst 1987 vollständig aufgehoben.

## Vorgeschichte
1975 wurde der Vorsitzende der sozialdemokratischen Republikanischen Volkspartei (CHP), Bülent Ecevit, vom Vorsitzenden der Gerechtigkeitspartei (AP), Süleyman Demirel, im Amt des Ministerpräsidenten abgelöst. Demirel ging mit der islamistisch ausgerichteten Nationalen Heilspartei (MSP) und der nationalistischen Partei der Nationalistischen Bewegung (MHP) eine Dreiparteienkoalition der „Nationalen Front“ ein. Bei den Neuwahlen von 1977 konnte sich weder die CHP noch die AP durchsetzen. Zunächst konnte Demirel seine „Nationale Front“ fortführen. 1978 gelang es Ecevit, nun durch Parteiwechsler gestärkt, die Koalition zu stürzen und selber eine Koalitionsregierung zu bilden. 1979 kam wiederum Demirel an die Macht.
Das Leben in der Republik Türkei war Ende der 1970er geprägt durch fehlende politische Stabilität, ungelöste wirtschaftliche und soziale Probleme, Streiks und Gewalt links- und rechtsextremer Gruppen. In der Wirtschaft gab es ein Defizit in der Handelsbilanz von rund 5 Milliarden US-Dollar. Die Türkei hatte Ende 1980 Auslandsschulden von 20,9 Milliarden US-Dollar, die Inflationsrate stieg auf über 100 %, die Arbeitslosenquote lag bei rund 15 Prozent. Ein Großteil der landwirtschaftlichen Produkte (Baumwolle, Tabak, Getreide, Früchte) fanden auf dem Weltmarkt geringeren Absatz. Ein Großteil der Devisen kam durch Überweisungen von Gastarbeitern aus dem Ausland und betrugen 1980 rund 1,9 Milliarden US-Dollar (1979: 1,7 Milliarden US-Dollar).
Die Politik und die Sicherheitskräfte schienen außerstande, die Gewalt im Land einzudämmen. Den Kämpfen zwischen „Links“ und „Rechts“, aber auch innerhalb linker Gruppierungen, die bürgerkriegsähnliche Züge annahmen, fielen mehr als 5.000 Menschen zum Opfer. Unterschiedliche Quellen machen dazu folgende Angaben: Nach dem türkischen Nachrichtendienst MIT sollen 70 % der Morde von Linken und 30 % der Morde von Rechten begangen worden sein. Auch das Militär machte vor allem linke Organisationen für die Gewalt verantwortlich. Im zentralen Verfahren gegen die Organisation Devrimci Yol (Revolutionärer Weg) vor dem Militärgericht in Ankara führten die Angeklagten in ihrer Verteidigung genauere Zahlen auf: Demnach wurden 5.388 politische Morde begangen. Unter den Opfern waren 1.296 „Rechte“ und 2.109 „Linke“, sowie 281 Sicherheitsbeamte. Die anderen Morde konnten nicht eindeutig zugeordnet werden. Der Journalist Uğur Mumcu präsentierte Zahlen für den Beginn der Auseinandersetzung, wobei er für 1975 23 Linke und 7 Rechte unter 31 Opfern und 1976 60 Linke und 27 Rechte unter 87 Opfern fand.
Am 27. Dezember 1979 übergab der Generalstab dem Staatspräsidenten ein Memorandum. Darin wurden die Parteien zu gemeinsamen Maßnahmen ermahnt und betont, dass die Streitkräfte verpflichtet seien, die Republik zu verteidigen.

In einer Grußadresse anlässlich eines Feiertages geißelte Generalstabschef Kenan Evren anarchistische Aktionen: 

„Die Vaterlandsverräter […] die die demokratische Ordnung und Einheit des Vaterlandes zerstören wollen, werden ihre verdiente Strafe erhalten. Ähnlich wie die, die es zuvor in unserer Geschichte gewagt hatten, den Kopf zu erheben, werden sie unter der vernichtenden Faust der Türkischen Streitkräfte zerquetscht werden und in den Sünden des vergossenen brüderlichen Blutes ertrinken. Die erhabene türkische Nation wird bis in alle Ewigkeit noch viele Feiertage froh und glücklich feiern unter der Sicherheit, die die Türkischen Streitkräfte, die ihrem Schoß entsprungen sind, geschaffen haben.“

## Bedeutende Ereignisse vor dem Putsch
Am 11. Februar 1980 wurden Regierungssoldaten und Gendarmerie gegen militante Arbeiter auf einem Fabrikgelände in Çiğli in der Provinz Izmir eingesetzt, die diese einen Monat lang besetzt hatten. Danach werden 1500 Arbeiter verhaftet.
Am 16. Februar 1980 werden im Dorf Gültepe bei Auseinandersetzungen mit Linksextremisten sieben Polizisten getötet und fünf verletzt. Es kommt zu 266 Festnahmen.
Am 28. Februar 1980 erklärt General Nevzat Bölügiray, es gebe „einen nicht erklärten Bürgerkrieg in der Türkei“.
Am 1. März 1980 werden in Istanbul 1.500 Arbeiter einer illegal besetzten Textilfabrik von den Sicherheitskräften festgenommen, die damit gegen die Entlassung von 500 Mitarbeitern protestierten.
- Am 28. März 1980 wird durch einen Anhänger der marxistisch-militanten Devrimci Sol der MIT-Geheimdienstmitarbeiter Ahmet Öztürk im Istanbuler Stadtviertel Feriköy getötet.[11]
- Am 27. Mai 1980 wird der frühere Minister und MHP-Politiker Gün Sazak in Ankara durch Mitglieder der Devrimci Sol erschossen.[12] Am 19. Juli 1980 kam der frühere Premierminister Nihat Erim in Istanbul bei einem Angriff ums Leben.[13]
- Am 4. Juli 1980 verüben radikale sunnitische Muslime in der Provinz Çorum ein Massaker an den Aleviten (Pogrom von Çorum). Dabei werden 57 Menschen getötet und mehr als 200 verletzt. Am 22. Juli 1980 wird Kemal Türkler, der erste Präsident des Gewerkschaftsdachverbandes Türkiye Devrimci İşçi Sendikaları Konfederasyonu (DİSK) und auch einer der Gründer der Arbeiterpartei der Türkei (Türkiye İşçi Partisi, TİP) im Istanbuler Stadtviertel Merter erschossen.

## Putsch
Am 12. September 1980 putschte sich das Militär an die Macht. Um 23:00 Uhr begann der Putsch im Rahmen einer „Operation zum Schutz und zur Sicherung der Republik“ nach Artikel 35 des „Internen Dienstgesetzes der Türkischen Streitkräfte“ zur Pflicht der Streitkräfte, die türkische Heimat und die Republik Türkei zu schützen und zu sichern, wie in der Verfassung festgelegt wurde. Die Streitkräfte begannen mit der Entsendung von Panzern und Truppentransportern in die Hauptstadt Ankara und nahmen Schlüsselpositionen ein. Das nationale Fernseh- und Rundfunkgebäude wurde besetzt. Vor den Parteigebäuden der politischen Parteien wurden Wachsoldaten postiert. Um 03:15 Uhr gab der ehemalige Premierminister Bülent Ecevit per Telefon bekannt, dass sein Haus von Militärfahrzeugen umstellt sei. Um 04:15 Uhr gab der Putschistenführer Generalstabschef Kenan Evren landesweit die Absetzung der Regierung von Süleyman Demirel bekannt, verhängte über das Land das Kriegsrecht und verbot alle politischen Parteien.
Als Gründe für den Putsch nannte die Militärjunta Schutz der Einheit des Landes, Sicherung der nationalen Einheit und Gemeinsamkeit, Verhinderung eines Bürgerkrieges und Brudermordens und die Wiederherstellung der Staatsautorität. Die Streitkräfte befürchteten eine vergleichbare Entwicklung im Land wie die Islamische Revolution im Iran oder einen Bürgerkrieg wie im Libanon. Die Regierung wurde des Amtes enthoben, Gewerkschaften, Vereine und Stiftungen wurden verboten und ihre Funktionäre wurden vor Gericht gestellt.

## Nationaler Sicherheitsrat
Mit der Übernahme der Macht setzten sich eine Militärjunta aus dem Generalstab als Nationaler Sicherheitsrat (NSR) an die Spitze im Staate. Zu ihr gehörten neben Generalstabschef Kenan Evren als Vorsitzenden, General Nurettin Ersin (Heer), General Tahsin Şahinkaya (Luftwaffe), Admiral Nejat Tümer (Marine) und General Sedat Celasun (Gendarmerie). Generalsekretär des NSR und des Präsidialamtes (Türkiye Cumhurbaşkanlığı Genel Sekreterleri) wurde General Ali Haydar Saltık.
Der Nationale Sicherheitsrat erklärte, dass die Verfassung von 1961 nur noch in jenen Teilen gültig sei, zu denen es vom NSR keine gegenteiligen Bestimmungen (Dekrete, Erlasse) gebe.

### Neue Regierung 1980
Am 20. September 1980 wurde der ehemalige Befehlshaber der Marine, Admiral Bülend Ulusu, zum neuen Regierungschef ernannt. Sein Stellvertreter wurde Turgut Özal, der für die Wirtschaft des Landes zuständig war. In einem Regierungsprogramm wurde die Reform der Verfassung, die Wiederherstellung von Ruhe und Ordnung, der Kampf gegen den Terrorismus und eine Senkung der Inflation als innenpolitische Ziele verkündet.

### Neue Verfassung 1982
Mit dem Gesetz 2485 vom 29. Juni 1981 wurde eine beratende Versammlung (Danışma Meclisi) ins Leben gerufen. 40 Mitglieder wurden direkt durch den NSR bestimmt und die anderen 120 Mitglieder wurden von Gouverneuren vorgeschlagen, aber wiederum durch den NSR ernannt. Die vorrangige Aufgabe der Beratenden Versammlung war die Erarbeitung einer Verfassung. Der NSR konnte Vorschläge der Versammlung überstimmen.
Zu den einschneidenden Maßnahmen für die Zeit nach der Militärdiktatur gehörten 16 so genannte Übergangsartikel in der Verfassung, die teilweise jahrzehntelang gültig blieben. Zum einen wurde mit der Abstimmung zur Verfassung der Juntachef Kenan Evren für die nächsten sieben Jahre zu einem mit verstärkten Rechten ausgestatteten Staatspräsidenten ernannt. Politikern, die vor dem Putsch aktiv gewesen waren, wurde je nach Aktivitätsgrad für die Zeit von fünf oder zehn Jahren aktive politische Betätigung untersagt. Ebenso durften die alten Parteien nicht wieder gegründet werden. Die unter der Militärdiktatur erlassenen Gesetze durften nicht als verfassungswidrig beanstandet werden und die Mitglieder der Junta durften wegen ihrer Praktiken nicht angeklagt werden. Letzteres wurde jedoch in der Verfassung durch ein Referendum im September 2010 geändert.
Am 7. November 1982 wurde die von den Militärs vorgelegte neue Verfassung in einem Volksentscheid mit rund 91 % der Stimmen angenommen, wobei Abstimmungspflicht bestand und vorherige Diskussion verboten war. Die Verfassung trat am 9. November 1982 in Kraft, womit Kenan Evren automatisch Staatspräsident für 7 Jahre wurde.
Bei dem späteren Verfassungsreferendum 2010 sprachen sich rund 57 % der Wähler für eine weitreichende Verfassungsreform aus, die unter anderem die Macht des Militärs weiter einschränken soll. Auf Anregung der oppositionellen CHP wurden auch Paragraphen in der Verfassung getilgt, die den Putschisten Immunität sicherten. Da sich die Regierung Erdogan aber weigerte, auch die Verjährungsfristen zu ändern, ist unklar, was aus zahlreichen Anzeigen gegen die Putschisten wird. Bisher wurde niemand wegen des Putsches festgenommen oder angeklagt. Die zahlreichen Festnahmen türkischer Offiziere vor und nach dem Referendum stehen im Zusammenhang mit jüngeren Vorwürfen und haben nichts mit dem Putsch oder dem Referendum zu tun. Die Europäische Union lobte das Referendum als Schritt in die richtige Richtung.
Die damals verabschiedete Verfassung ist heute noch gültig, wenn auch mittlerweile stark abgeändert.

### Erste Parlamentswahl nach dem Putsch
In die neue Gründung von Parteien griffen die Militärs entscheidend ein. Die Partei der Großen Türkei, die offensichtlich eine Fortführung der AP von Süleyman Demirel sein sollte, wurde kurz nach der Gründung verboten und 16 Politiker wurden in die Verbannung nach Çanakkale geschickt. Von den 73 Gründern der Partei der großen Aufgabe wurden 62 mit einem Veto belegt. Damit verpasste sie die Norm von 30 Gründern und konnte gar nicht erst gegründet werden. Die Populistische Partei unter Necdet Calp vereinigte sich später mit der Sosyal Demokrasi Partisi (Partei der Sozialdemokratie, SODEP). Die Politiker um Demirel gründeten die Doğru Yol Partisi (Partei des Rechten Weges, DYP).
Die größten Aussichten wurden der von den Generälen gegründeten Partei der Nationalistischen Demokratie (MDP) unter dem pensionierten General Turgut Sunalp eingeräumt, aber dann machte die Anavatan Partisi (Mutterlandspartei, ANAP) unter Turgut Özal, die Technokraten, Konservative und auch islamistische Kreise umfasste, bei der Parlamentswahl am 6. November 1983 das Rennen. Größte Oppositionspartei wurde die neugegründete kemalistische Halkçı Parti (Populistische Partei). Die von den Generälen massiv unterstützte MDP landete auf dem dritten und damit letzten Platz.

## Folgen des Putsches

### Verhaftungswelle, Todesurteile, Folterungen
Im März 1981 veröffentlicht das Verfassungsgericht einen Bericht, wonach seit dem 12. September 1980 rund 45.000 Personen festgenommen wurden. Davon wurde gegen 13.000 Personen Anklage erhoben und 18 Todesurteile gefällt. In einem Militärgerichtsverfahren gegen 587 Mitglieder und Sympathisanten der Millî Selamet Partisi (MSP) forderte der Militärstaatsanwalt Anfang Mai 1981 die Todesstrafe für 250 Angeklagte.
In weiteren Massenprozessen laufen Ende August 1981 Verhandlungen gegen Kurden, kommunistische Gewerkschafter und 425 Mitglieder der marxistisch-sozialistischen Devrimci Sol.
Das Militär versuchte die Gesellschaft der Türkei durch Säuberungsaktionen in staatlichen Institutionen zu entpolitisieren. 30.000 Menschen sollen davon betroffen gewesen sein.
Nach dem Putsch wurden tausende von politischen Gefangenen gefoltert und zum Tode verurteilt. Eine Meldung in Cumhuriyet vom 12. September 1990 spricht von 650.000 politischen Festnahmen, 7.000 beantragten, 571 verhängten und 50 vollstreckten Todesstrafen und dem nachgewiesenen Tod durch Folter in 171 Fällen. Amnesty International nennt die Zahl von 47 nachgewiesenen Todesfällen unter Folter (40 davon von der damaligen türkischen Regierung zugegeben) und weiteren 159 Fällen, in denen der Verdacht auf Folter als Todesursache nicht ausgeräumt werden konnte. Die PKK zog sich schon ein Jahr zuvor teilweise aus der Osttürkei in den Libanon zurück, nach dem Putsch wurden alle Gruppen ins Ausland gerufen. Auch türkische oppositionelle Gruppen gingen ins Exil, die meisten nach Europa.

### Verschärfte Gesetze
In der Zeit der offiziell als Übergangsregime bezeichneten Militärdiktatur wurde nicht nur eine restriktive Verfassung verabschiedet, sondern mit einer Fülle von Gesetzen der Versuch einer gesellschaftlichen Neuordnung unternommen. Noch im November 2005 sprach der Justizminister Cemil Çiçek von der Notwendigkeit, die 669 Gesetze und 139 Beschlüsse mit Gesetzeskraft (KHK = Kanun Hükmünde Kararname) im Rahmen der Anpassung an die EU ändern zu müssen (vgl. dazu Nachricht in Zaman vom 7. August 2005).
Zu den wesentlichen Gesetzesänderungen zwischen dem 12. September 1980 und dem 6. Dezember 1983 gehören: das Parteiengesetz, das Wahlgesetz mit einer Zehn-Prozent-Hürde, das Gewerkschaftsgesetz, das Vereinsgesetz, das Gesetz zu Demonstrationen und Kundgebungen, das Hochschulgesetz und das Sprachenverbotsgesetz. Obwohl dieses am 22. Oktober 1983 vor allem gegen den Gebrauch der kurdischen Sprache erlassene Gesetz mit dem Gesetz 3713 zur Bekämpfung des Terrorismus (das so genannte Anti-Terror-Gesetz) im April 1991 abgeschafft wurde, enthält das Parteiengesetz immer noch (Anfang 2007) Bestimmungen, die es Politikern verbieten, in ihrer Arbeit die kurdische Sprache zu benutzen.
Allein das Verfahren gegen die Konföderation Revolutionärer Gewerkschaften (DİSK) hatte bei der Urteilsverkündung vor dem Militärgericht in Istanbul 1986 insgesamt 1.477 Angeklagte.

## Bilanz des Putsches
Quelle: Cumhuriyet am 12. September 2000
- Das Parlament wurde aufgelöst.
- Alle politischen Parteien wurden verboten und deren Vermögen beschlagnahmt.
- 650.000 Personen wurden festgenommen.
- 1.683.000 Personen wurden polizeilich registriert.
- In 210.000 Prozessen wurden 230.000 Personen vor Gericht gestellt.
- Für 7.000 Personen wurde die Todesstrafe gefordert. Davon wurden 517 Personen zum Tode verurteilt. Bei 50 Personen wurde diese durch Erhängen vollstreckt. Diese waren aufgrund Beamtenmord verurteilte 19 Links- und 8 Rechtsextremisten, daneben schwerer Verbrechen beschuldigte 12 Straftäter ohne politischen Hintergrund.
- 71.000 Personen wurden wegen Meinungsdelikten vor Gericht gestellt.
- 98.404 Personen wurden als „Anhänger illegaler Organisationen“ vor Gericht gestellt.
- 388.000 Personen wurde ein Reisepass verweigert.
- 30.000 Personen wurden entlassen, weil sie „verdächtig“ seien.
- 14.000 Personen wurden aus der Staatsbürgerschaft entlassen.
- 30.000 Personen flohen ins Ausland.
- 300 Personen wurden durch unbekannte Täter ermordet.
- 171 Personen starben unter Folter.
- 937 Filme wurden verboten.
- 23.677 Vereine wurden geschlossen.
- 3.854 Lehrer, 120 Universitätsdozenten und 47 Richter wurden entlassen.
- Die Veröffentlichung der Zeitungen wurde insgesamt 300 Tage verhindert.
- 13 große Zeitungen wurden 303-mal vor Gericht gestellt.
- 39 Zeitungen und Zeitschriften wurden verbrannt.
- 133.607 Bücher wurden verbrannt.
- 299 Personen starben im Gefängnis.
- 14 Personen starben beim Todesfasten.
- 160 Personen starben unter verdächtigen Umständen.
- 95 Personen wurden bei einem Schusswechsel erschossen.
- 73 Personen starben aus natürlichen Gründen in Polizeihaft.
- 43 Personen starben durch Suizid in Polizeihaft.

## Aufhebung des Kriegsrechtes
Das Kriegsrecht wurde in folgenden Schritten aufgehoben:
| 19. März 1984      | Bilecik, Bitlis, Burdur, Çanakkale, Çankırı, Gümüşhane, Isparta, Kastamonu, Kırklareli, Kırşehir, Kütahya, Muş, Sinop |
| 19. Juli 1984      | Afyonkarahisar, Amasya, Aydın, Balıkesir, Bolu, Çorum, Muğla, Nevşehir, Niğde, Rize, Sakarya, Tekirdağ, Yozgat        |
| 19. November 1984  | Denizli, Giresun, Kayseri, Konya, Manisa, Uşak                                                                        |
| 18. März 1985      | Antalya, Bursa, Eskişehir, Hakkâri, İçel, Kocaeli, Malatya, Kahramanmaraş, Samsun, Sivas, Tokat, Zonguldak            |
| 19. Juli 1985      | Ankara, Artvin, Edirne, Erzincan, Izmir, Ordu                                                                         |
| 19. September 1985 | Trabzon |
| 19. November 1985  | Adana, Adıyaman, Ağrı, Erzurum, Gaziantep, Hatay, Istanbul, Kars                                                      |
| 19. März 1986      | Bingöl, Elazığ, Tunceli, Şanlıurfa                                                                                    |
| 19. März 1987      | Van |
| 19. Juli 1987      | Diyarbakır, Mardin, Siirt                                                                                             |

## Unterstützung durch NATO und USA
Die These, dass der Putsch von der NATO und den USA unterstützt worden sei, stützt sich auf drei Argumente: Im Rahmen der OECD leisteten verschiedene NATO-Länder in den 70er und 80er Jahren eine umfangreiche Militär- und Wirtschaftshilfe an die Türkei. Zwischen 1979 und 1982 brachten die OECD-Länder vier Milliarden Dollar an Wirtschaftshilfe auf. Daneben erhielt die Türkei vor und nach dem Militärputsch umfangreiche Militärhilfen. Ende 1981 wurde ein türkisch-amerikanischer Verteidigungsrat gegründet, mit dem die USA die Stationierung der Spezialeinheit Rapid Deployment Force (RDF) besonders in Ostanatolien forcieren wollte. Vor allem aber stützt sich die These auf die Art, wie dem US-Präsidenten Jimmy Carter die Botschaft des Putsches überbracht worden sein soll. In seinem Buch 12 Eylül – Saat 4 (12. September, 4 Uhr) beschreibt Mehmet Ali Birand, dass Paul Henze (1924–2011), als Berater des Nationalen Sicherheitsrats in den USA und ehemaligem Stabschef der CIA-Niederlassung in Ankara, dem Präsidenten Carter die Nachricht von dem Putsch mit den Worten „Our boys did it!“ („Unsere Jungs [in Ankara] haben es getan“) überbrachte. Nach dem Putschversuch in der Türkei 2016 widersprach Can Dündar implizit dieser Geschichte. Demnach soll ein Diplomat, der den CIA-Türkeichef Paul Henze damals vom Putsch unterrichtete, in der Annahme einer US-amerikanischen Beteiligung gesagt haben: „Your boys have done it.“ („Eure Jungs haben es getan“) Dieser Satz sei „in der Türkei unvergessen“.

## Bedeutung für die Bundesrepublik Deutschland
Für die Bundesrepublik Deutschland bewirkte der Putsch nach der türkischen Arbeitsmigration der 1960er und 1970er Jahre eine zweite große Einwanderungswelle, jetzt zahlreicher türkischer Regimegegner. Diese Einwanderung wirkte sich stark auf die demographische Struktur der in Deutschland lebenden Türken aus. Zu der großen Gruppe der Arbeitsmigranten gesellten sich jetzt in weit stärkerem Maße als bereits bei einem Militärputsch am 12. März 1971 politische Flüchtlinge. Etwa 60.000 von ihnen, darunter ein großer Anteil Kurden (ungefähr zwei Drittel), ließen sich dauerhaft in der Bundesrepublik nieder.